# Gustav Adolf Erbprinz von Schweden
Gustav Adolf (schwedisch Gustaf Adolf, voller Name Gustaf Adolf Oscar Fredrik Arthur Edmund, innerhalb der Familie Edmund genannt; * 22. April 1906 im Stockholmer Schloss, Stockholm; † 26. Januar 1947 auf dem Flughafen Kopenhagen-Kastrup auf Seeland, Dänemark) war schwedischer Prinz und Herzog von Västerbotten. Er war der Sohn des späteren Königs Gustav VI. Adolf und dessen erster Frau Margaret of Connaught und ist der Vater des jetzigen schwedischen Königs Carl XVI. Gustaf.

## Kindheit und Jugend

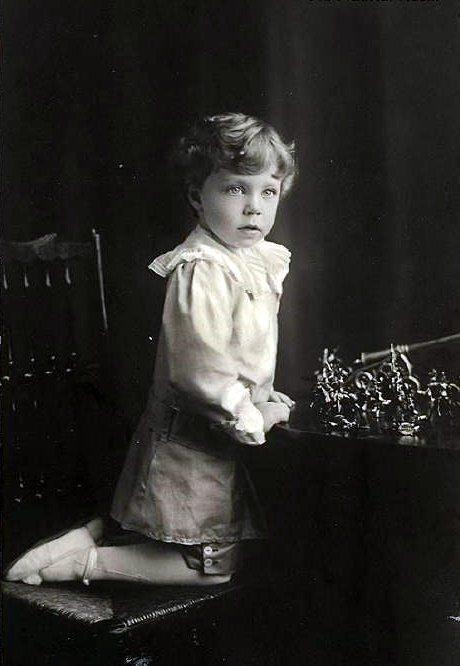
Prinz Gustav Adolf als Kind im Jahr 1909

Gustav Adolf wurde am 22. April 1906 um 23:10 Uhr im Stockholmer Schloss als ältester Sohn des damaligen Erbprinzen- und Herzogspaares von Skåne, Gustav Adolf und Margareta, geboren. Im Jahr darauf wurde sein Vater auch Kronprinz, da König Oskar II. starb. Gustav Adolf erhielt den Titel Herzog von Västerbotten. Später bekam Gustav Adolf noch die Geschwister Sigvard, Bertil, Carl Johan und Ingrid.
Gustav Adolf wuchs im nordwestlichen Flügel des Stockholmer Schlosses auf, den seine Mutter modernisieren ließ. Da seine Mutter Engländerin war, wurde Englisch neben Schwedisch seine Muttersprache. Von seiner Mutter erbte er auch sein Interesse an Sport und sozialer Verantwortung. Als er 14 Jahre alt war, starb sie unerwartet, und seine Hofdamen Stina Reuterswärd und Stina Stockenström bekamen mehr Verantwortung für die Kinder. Der Vater des Prinzen, Kronprinz Gustav Adolf, heiratete im Jahr 1923 seine zweite Frau Louise Mountbatten. Der Verlust der Mutter traf den Prinzen hart. Er wurde krank und pausierte ein Jahr in der Schule. Er entwickelte in dieser Zeit eine Ernsthaftigkeit und Schüchternheit, was neben seinem Pflichtgefühl für Gesprächsstoff sorgte. Nach der Heirat seines Vaters zog die Familie ins Schloss Ulriksdal um. Die Sommer verbrachte Gustav Adolf im Schloss Sofiero, dessen Park und Blumenanlagen seine Eltern in Ordnung bringen ließen.
Im April 1924 wurde Gustav Adolf volljährig, und im November desselben Jahres durfte er zum ersten Mal als Regent Dienst tun, da sich sowohl sein Großvater als auch sein Vater außer Landes befanden.

## Ehe und Familie

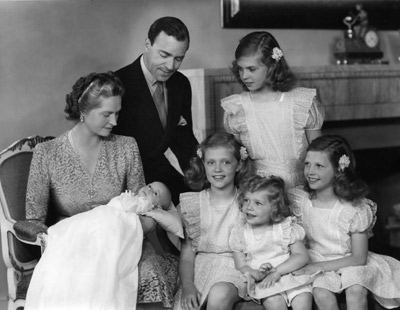
Gustav Adolf mit seiner Frau und den gemeinsamen Kindern, 1946

Am 15. Juni 1932 verlobte er sich mit Sibylla von Sachsen-Coburg und Gotha, Tochter des Herzogs Carl Eduard von Sachsen-Coburg und Gotha. Sowohl Gustav Adolf als auch seine Braut waren Urenkel von Königin Victoria und Prinz Albert, demnach Cousin und Cousine zweiten Grades. Sie heirateten standesamtlich am 19. Oktober 1932 und kirchlich am 20. Oktober in der Morizkirche in Coburg. Sie bekamen fünf Kinder:
- Prinzessin Margaretha Désirée Victoria von Schweden (* 31. Oktober 1934) ⚭ 1964 John Ambler (1924–2008)

- Prinzessin Birgitta Ingeborg Alice von Schweden (* 19. Januar 1937; † 4. Dezember 2024) ⚭ 1961 Johann Georg Prinz von Hohenzollern (1932–2016)

- Prinzessin Désirée Elisabeth Sibylla von Schweden (* 2. Juni 1938) ⚭ 1964 Freiherr Niclas Silfverschiöld (* 1934)

- Prinzessin Christina Louise Helena von Schweden (* 3. August 1943) ⚭ 1974 Tord Magnuson (* 1941)

- König Carl XVI. Gustaf Folke Hubertus von Schweden (* 30. April 1946) ⚭ 1976 Silvia Sommerlath (* 1943)

Die Familie wohnte im Schloss Haga.

## Ausbildung und Ehrenämter

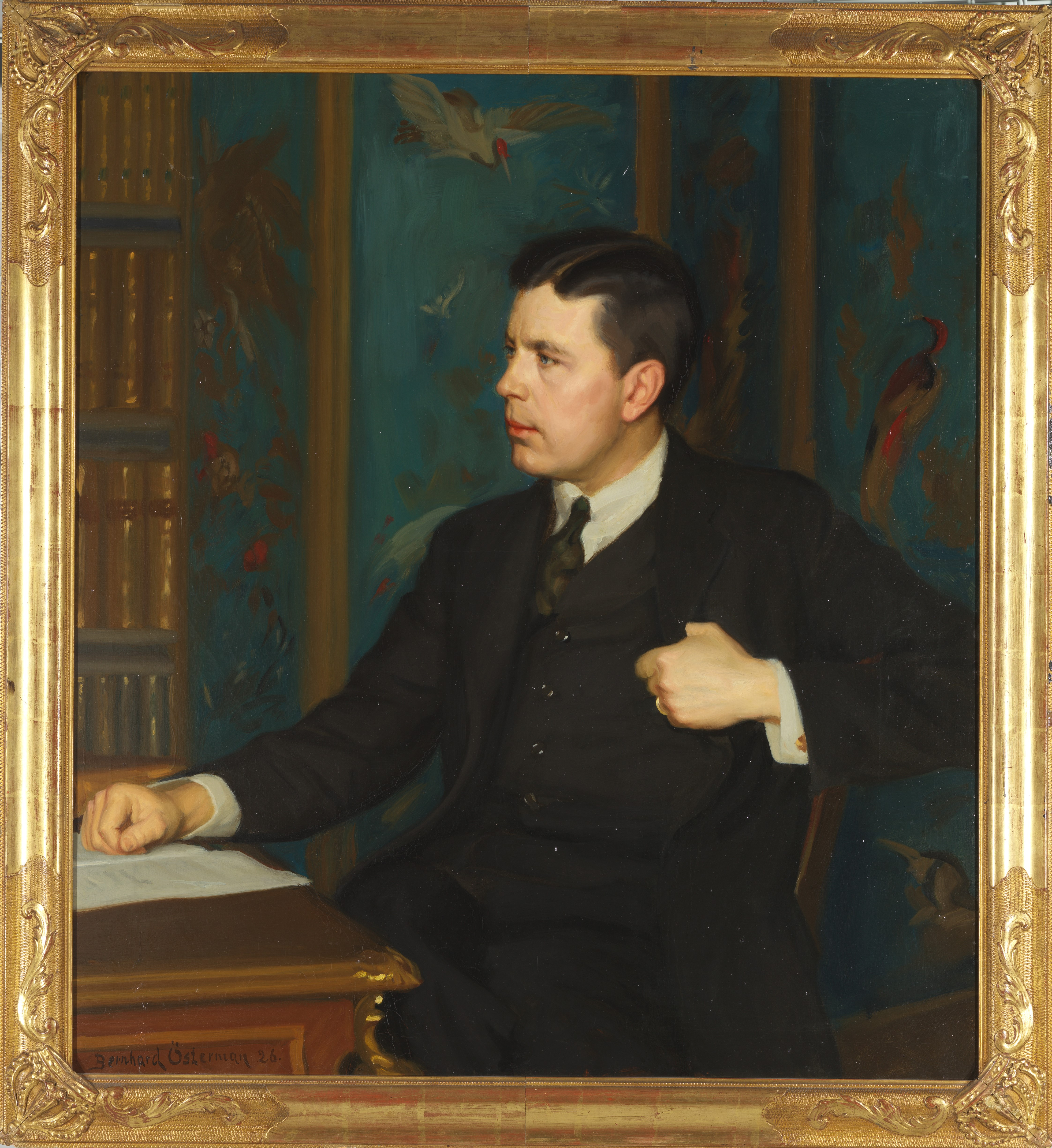
Das Foto zeigt den Vater von Gustav Adolf am Schreibtisch im Jahr 1926, porträtiert von Bernhard Österman.

Prinz Gustav Adolf ging von 1918 bis 1924 auf die Lundsbergs skola, ein Internat in Värmland, und machte 1925 im Stockholmer Schloss seinen Abschluss. Er durchlief danach eine Offiziersausbildung und wurde Leutnant bei der Svea Livgarde. Anschließend besuchte er die Kriegshochschule und wurde Kapitän und Rittmeister. Danach machte er Dienst bei der Truppe.
Er studierte Politikwissenschaft, Staatsrecht, Deutsch, Französisch und Geschichte an der Universität Uppsala bei Lehrern wie Dag Hammarskjöld und Halvar Sundberg. Danach ging er auf die Handelshochschule und studierte dort Wirtschaft, industrielle und gesellschaftswissenschaftliche Themen in Kombination mit Praktika. Während eines Aufenthalts in Wien im Jahre 1930 machte er eine Ausbildung an der Spanischen Hofreitschule und in einer Kavallerieschule im heutigen Taborfalva in Ungarn.
Unter seinen Ehrenämtern sind der Vorsitz des internationalen Komitees der Pfadfinder im Jahr 1932, des Schwedischen Olympischen Komitees, des Schwedischen Jägerverbands sowie eine Ehrenmitgliedschaft in der Schwedischen Akademie der Wissenschaften zu nennen.

## Sportliche Erfolge
Der Prinz feierte große Erfolge als Reiter. So gewann er die nordischen Reitermeisterschaften 1929 in Oslo. Er gewann weiterhin zahlreiche Hindernis-, Dressur- und Springwettbewerbe in den Jahren 1929 bis 1938. Bei den Olympischen Spielen 1936 in Berlin startete er mit der Stute Alma in der Springkonkurrenz. Er gehörte zur schwedischen Elite im Fechten mit dem Säbel und gewann hierbei jeweils dreimal die schwedische Meisterschaft im Einzel- und im Gruppenwettbewerb. Weiterhin war er ein guter Skiläufer.

## Armeedienst

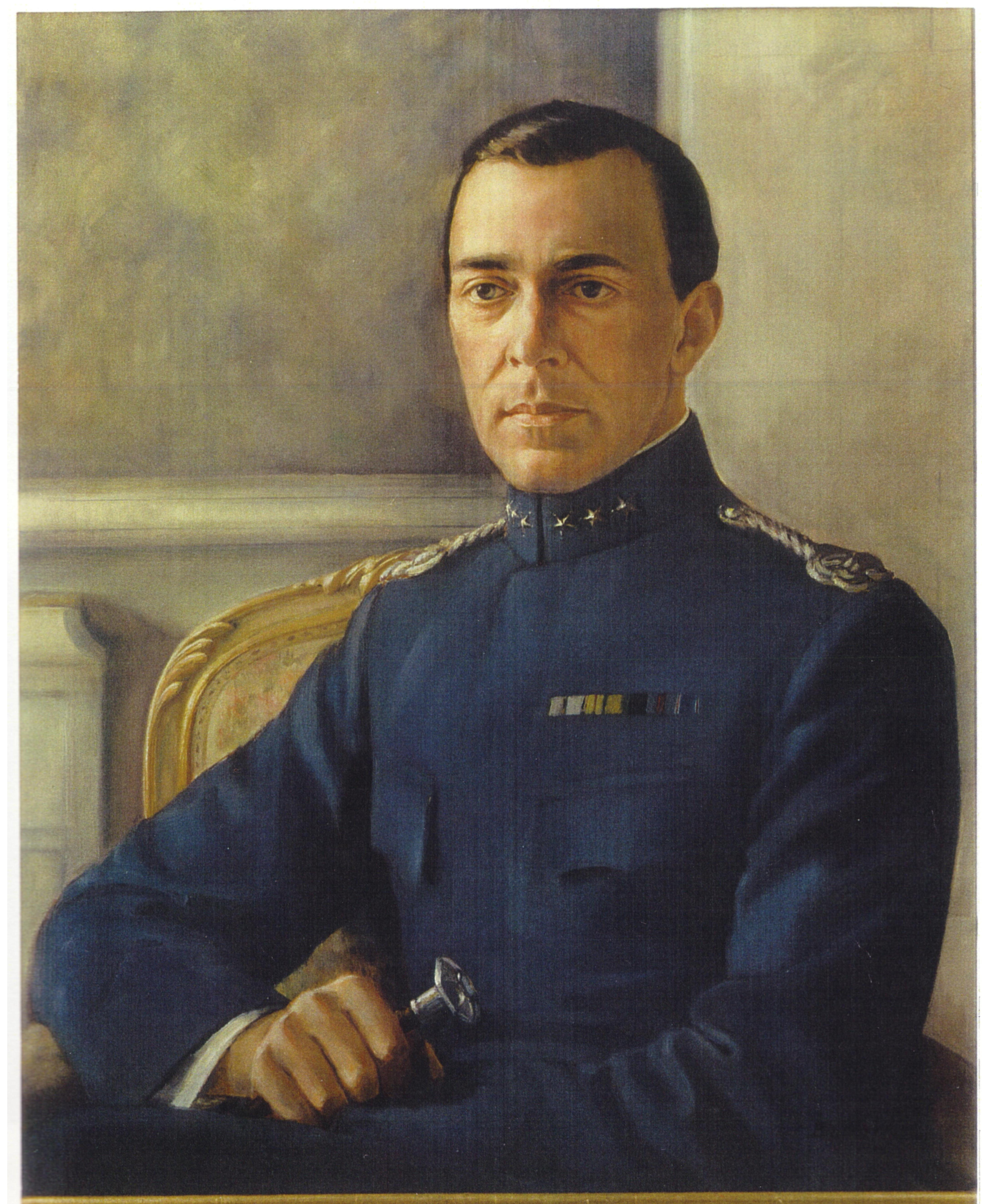
Porträt Gustav Adolfs von Bianca Wallin, 1939

Während der Jahre in Bereitschaft während des Zweiten Weltkriegs war er im Verteidigungsstab; in den Jahren 1941 und 1942 hatte er das Kommando über ein Kavalleriebataillon in Värmland. Gustav Adolf galt als verantwortungsvoll, aufrichtig, anspruchslos und pflichtbewusst sowie als guter Mitarbeiter. Er arbeitete bei der Ausarbeitung der Anordnung zum Widerstand in allen Situationen (1942) mit und schrieb den Entwurf zu Falls der Krieg kommen sollte (1943), das an alle schwedischen Haushalte geschickt wurde.
1944 wurde er Chef der Armeeabteilung des Stabes, was von einer intensiven Arbeit zur Unterstützung freiwilliger norwegischer und dänischer Verbände in Schweden geprägt war. Diese Arbeit nahm er sich zu Herzen, und er kämpfte aktiv für die Verbindung und Loyalität mit den anderen nordischen Nationen. Als Erbprinz hatte er der Neutralitätspolitik zu folgen, die Staatsminister Per Albin Hansson zu Beginn des Zweiten Weltkrieges ausgerufen hatte.
In den Jahren 1938 bis 1947 war der später enttarnte Spion Stig Wennerström sein Adjutant.

## Beziehung zu Nazideutschland

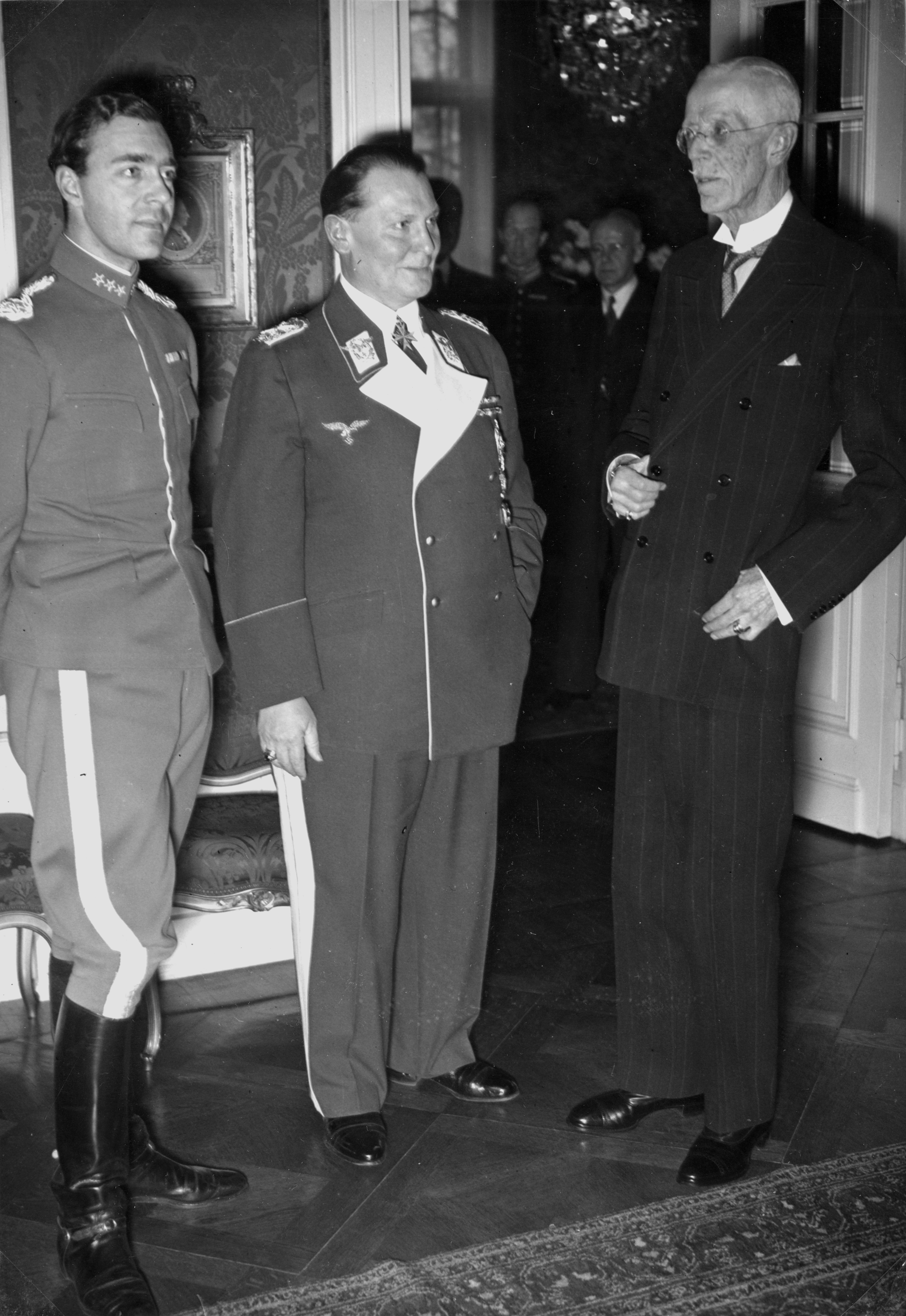
Gustav Adolf mit Hermann Göring und König Gustaf V. 1939 in Berlin

Laut manchen Autoren hatte Gustav Adolf mehr als sein Vater eine freundliche Einstellung gegenüber Nazideutschland unter Adolf Hitler. Der Journalist Per Svensson beschrieb die Beziehung „mit aller Sicherheit pro-deutsch in dem Sinne, als dass man Sympathie für das alte Kaiserreich empfand“. Dies sei „in einer Umgebung geformt geworden, wo es natürlich war, pro-deutsch zu sein“. Auch die Autorin Anna-Lena Lodenius, Verfasserin mehrerer Bücher über den Nationalsozialismus in Schweden, hielt es für offensichtlich, dass Gustav Adolf und seine Frau dem Deutschland unter Hitler gegenüber freundlich eingestellt gewesen seien. Vom schwedischen Hof wurde dies jedoch nicht bestätigt. Man habe nicht das Gefühl, dass der Prinz „ausgesprochene Nazisympathien“ gehabt habe.
Es gibt Bilder vom 4. Januar 1939, die den Prinzen in Berlin bei einer Spende zugunsten des nationalsozialistischen Winterhilfswerks zeigen oder bei einem Besuch bei Hermann Göring im Februar 1939.

## Tod
Am 26. Januar 1947 kam Gustav Adolf bei einem Absturz auf dem Flughafen Kastrup bei Kopenhagen ums Leben. Er war mit einer DC-3 der niederländischen Fluggesellschaft KLM von Amsterdam nach Stockholm unterwegs. Kronprinzessin Louise begab sich nach der Todesmeldung mit dem Auto zu Sibylla in Haga, um der Gattin ihres Stiefsohns die schlechte Nachricht zu überbringen.
In seinem Nachruf zu Gustav Adolf schrieb der Generalmajor Carl August Ehrensvärd am 27. Januar in der Tageszeitung Svenska Dagbladet: „[…] Er war ein guter schwedischer Mann. Ehre. Pflicht. Wille. Diese Worte charakterisieren ihn am besten.“ Graf Folke Bernadotte äußerte in der gleichen Zeitung zu dem Verstorbenen: „Er war sich für nichts zu schade, hatte niemals Angst um seine Würde, für uns bleibt er für immer ein Pfadfinder unter Pfadfindern.“
Die Trauerfeier fand am 4. Februar in der Storkyrkan in Stockholm statt. Die Prozession von dort aus wurde von 100.000 Menschen besucht. Gustav Adolf wurde im Hagapark, dem Friedhof für die schwedische Königsfamilie, beigesetzt.

## Vorfahren
| Ahnentafel Erbprinz Gustav Adolf, Herzog von Västerbotten | Ahnentafel Erbprinz Gustav Adolf, Herzog von Västerbotten                                       | Ahnentafel Erbprinz Gustav Adolf, Herzog von Västerbotten                                      | Ahnentafel Erbprinz Gustav Adolf, Herzog von Västerbotten                                                               | Ahnentafel Erbprinz Gustav Adolf, Herzog von Västerbotten                                       | Ahnentafel Erbprinz Gustav Adolf, Herzog von Västerbotten                                                                | Ahnentafel Erbprinz Gustav Adolf, Herzog von Västerbotten                                                                         | Ahnentafel Erbprinz Gustav Adolf, Herzog von Västerbotten                                                            | Ahnentafel Erbprinz Gustav Adolf, Herzog von Västerbotten                                                            |
| --------------------------------------------------------- | ----------------------------------------------------------------------------------------------- | ---------------------------------------------------------------------------------------------- | --- | ----------------------------------------------------------------------------------------------- | --- | --- | --- | --- |
| Ururgroßeltern                                            | König Oskar I. (1799–1859) ⚭ 1823 Prinzessin Josephine Beauharnais von Leuchtenberg (1807–1876) | Herzog Wilhelm I. von Nassau (1792–1839) ⚭ 1829 Prinzessin Pauline von Württemberg (1810–1856) | Großherzog Leopold von Baden (1790–1852) ⚭ 1819 Prinzessin Sophie Wilhelmine von Schleswig-Holstein-Gottorf (1801–1865) | Kaiser Wilhelm I. (1797–1888) ⚭ 1829 Prinzessin Augusta von Sachsen-Weimar-Eisenach (1811–1890) | Herzog Ernst I. von Sachsen-Coburg und Gotha (1784–1844) ⚭ 1817 Prinzessin Luise von Sachsen-Gotha-Altenburg (1800–1831) | Prinz Edward Augustus, Duke of Kent and Strathearn (1767–1820) ⚭ 1818 Prinzessin Victoire von Sachsen-Coburg-Saalfeld (1786–1861) | Prinz Carl von Preußen (1801–1883) ⚭ 1827 Prinzessin Marie von Sachsen-Weimar-Eisenach (1808–1877)                   | Herzog Leopold IV. von Anhalt-Dessau (1794–1871) ⚭ 1818 Prinzessin Friederike von Preußen (1796–1850)                |
| Urgroßeltern                                              | König Oskar II. (1829–1907) ⚭ 1857 Prinzessin Sophia von Nassau (1836–1913)                     | König Oskar II. (1829–1907) ⚭ 1857 Prinzessin Sophia von Nassau (1836–1913)                    | Großherzog Friedrich I. von Baden (1826–1907) ⚭ 1856 Prinzessin Luise von Preußen (1838–1923)                           | Großherzog Friedrich I. von Baden (1826–1907) ⚭ 1856 Prinzessin Luise von Preußen (1838–1923)   | Prinz Albert von Sachsen-Coburg und Gotha (1819–1861) ⚭ 1840 Königin Victoria von Großbritannien und Irland (1819–1901)  | Prinz Albert von Sachsen-Coburg und Gotha (1819–1861) ⚭ 1840 Königin Victoria von Großbritannien und Irland (1819–1901)           | Prinz Friedrich Karl Nikolaus von Preußen (1828–1885) ⚭ 1854 Prinzessin Maria Anna von Anhalt-Dessau (1837–1906)     | Prinz Friedrich Karl Nikolaus von Preußen (1828–1885) ⚭ 1854 Prinzessin Maria Anna von Anhalt-Dessau (1837–1906)     |
| Großeltern                                                | König Gustav V. (1858–1950) ⚭ 1881 Prinzessin Viktoria von Baden (1862–1930)                    | König Gustav V. (1858–1950) ⚭ 1881 Prinzessin Viktoria von Baden (1862–1930)                   | König Gustav V. (1858–1950) ⚭ 1881 Prinzessin Viktoria von Baden (1862–1930)                                            | König Gustav V. (1858–1950) ⚭ 1881 Prinzessin Viktoria von Baden (1862–1930)                    | Prinz Arthur, Duke of Connaught and Strathearn (1850–1942) ⚭ 1879 Prinzessin Luise Margareta von Preußen (1860–1917)     | Prinz Arthur, Duke of Connaught and Strathearn (1850–1942) ⚭ 1879 Prinzessin Luise Margareta von Preußen (1860–1917)              | Prinz Arthur, Duke of Connaught and Strathearn (1850–1942) ⚭ 1879 Prinzessin Luise Margareta von Preußen (1860–1917) | Prinz Arthur, Duke of Connaught and Strathearn (1850–1942) ⚭ 1879 Prinzessin Luise Margareta von Preußen (1860–1917) |
| Eltern                                                    | König Gustav VI. Adolf (1882–1973) ⚭ 1905 Prinzessin Margaret of Connaught (1882–1920)          | König Gustav VI. Adolf (1882–1973) ⚭ 1905 Prinzessin Margaret of Connaught (1882–1920)         | König Gustav VI. Adolf (1882–1973) ⚭ 1905 Prinzessin Margaret of Connaught (1882–1920)                                  | König Gustav VI. Adolf (1882–1973) ⚭ 1905 Prinzessin Margaret of Connaught (1882–1920)          | König Gustav VI. Adolf (1882–1973) ⚭ 1905 Prinzessin Margaret of Connaught (1882–1920)                                   | König Gustav VI. Adolf (1882–1973) ⚭ 1905 Prinzessin Margaret of Connaught (1882–1920)                                            | König Gustav VI. Adolf (1882–1973) ⚭ 1905 Prinzessin Margaret of Connaught (1882–1920)                               | König Gustav VI. Adolf (1882–1973) ⚭ 1905 Prinzessin Margaret of Connaught (1882–1920)                               |
| Erbprinz Gustav Adolf von Schweden (1906–1947)            |                                                                                                 |                                                                                                | |                                                                                                 | | | | |